# Warren Barton
Warren Dean Barton (Londra, 19 marzo 1969) è un ex calciatore inglese, di ruolo difensore.

## Carriera
Il Wimbledon FC acquistò Barton dal Maidstone Utd per 300.000£.